# Willy Vernimmen
Willy Vernimmen (Melle, 23 december 1930 - Aalst, 22 februari 2005) was een Belgisch volksvertegenwoordiger en senator.

## Levensloop
Vernimmen werd beroepshalve vakbondssecretaris en was actief in de socialistische beweging. Hij was bestuurslid en ondervoorzitter van de Aalsterse federatie en afdeling van de Belgische Socialistische Partij (BSP), gewestelijk secretaris van de Centrale van Voeding- en Hotelarbeiders voor Ronse, Dendermonde, Aalst en Gent, lid van het Uitvoerend Bestuur van de Centrale van Voeding- en Hotelarbeiders, lid van het nationaal partijbureau van de BSP, lid van de Centrale van kleding en aanverwante vakken van België.
Van 1959 tot 1974 was hij gemeenteraadslid van Aalst en daarna was hij vanaf 1977 gemeenteraadslid en van 1977 tot 1982 schepen van Geraardsbergen. Ook zetelde Vernimmen van 1968 tot 1971 voor het arrondissement Aalst in de Kamer van volksvertegenwoordigers en van 1971 tot 1981 als provinciaal senator voor Oost-Vlaanderen in de Senaat. Van 1977 tot 1978 was hij er ondervoorzitter en van 1978 tot 1979 voorzitter van de socialistische fractie. Bovendien zetelde hij van 1979 tot 1989 in het Europees Parlement.
In de periode december 1971-oktober 1980 zetelde hij als gevolg van het toen bestaande dubbelmandaat ook in de Cultuurraad voor de Nederlandse Cultuurgemeenschap, die op 7 december 1971 werd geïnstalleerd. Vanaf 21 oktober 1980 tot november 1981 was hij tevens korte tijd lid van de Vlaamse Raad, de opvolger van de Cultuurraad en de voorloper van het huidige Vlaams Parlement.